# Manto di Maria (grano)
Il grano Manto di Maria è un grano coltivato in un areale della provincia di Ragusa. Esso è un frumento duro (Triticum durum var. hordeiforme) che non rappresenta una varietà ma solamente un'espressione fenotipica delle spighe di Russello Ibleo o Ruscia (cod. SIAN - 20546).
È noto che ci sono due diversi tipi di "Russello" sparsi in tutta la Sicilia, che differiscono per importanti tratti associati all'adattamento e alla qualità del glutine.

## Storia
È stato identificato e descritto intorno agli anni cinquanta da Nello Blangiforti, insieme a Silvia Turco e al Prof. Iannizzotto, che lo "riscoprono" incontrando un’anziana donna nelle campagne di Scicli che raccontava loro del marito che lo coltivava da sempre.
Questo grano ha avuto origine partendo da una selezione di spighe che portò alla creazione di una nuova popolazione di grano che gli agricoltori locali riprodussero e propagarono con il nome di Russieddu o anche Russello Ibleo.
La mancanza di fonti non consente l'iscrizione al Registro delle Varietà da Conservazione.

## Caratteristiche
Questo grano ha le spighe ricoperte da uno spiccato strato di cerosità che gli conferisce una colorazione bianca tendente al celeste, rendendo le colline dove è coltivato simili ad un manto celeste. La cerosità si manifesta in presenza di particolari condizioni climatiche.
Secondo ricerche il Russello coltivato tra i due distretti di Palermo e Agrigento ha caratteristiche distinte rispetto a quello coltivato nell'area iblea, dove è anche indicato come Ruscìa con la variante Manto di Maria.
Inoltre, sembra che come riferito da Taranto che gli individui appartenenti alle popolazioni R1-3-5 si raggruppavano con “Ruscìa”, mentre gli individui presi dalle popolazioni R2-4 erano più simili all'antica varietà Taganrog, da cui Russello potrebbe aver avuto origine.